# 伊勢紅茶
伊勢紅茶（いせこうちゃ）は、三重県で栽培・生産された紅茶のブランド名。紅ほまれや紅ふうき、やぶきた種などを使って生産されている。
国産紅茶の中では異色の渋い口当たりを特徴とし、ストレートはもちろん、ミルクティーにも向く力強さを持っている。セイロンティーに近い味とも評される。
三重県内で生産される日本茶である伊勢茶とは別に、紅茶専用品種が使われ、鈴鹿山脈沿いなどで生産されている。